# Колпаченко Олександр Миколайович
Олександр Миколайович Колпаченко (нар. 12 січня 1959 Олександрія, Кіровоградська область, УРСР, СРСР) — російський воєначальник українського походження, генерал-лейтенант (2014). Начальник берегових військ Військово-Морського Флоту Російської Федерації (2009—2017), генерал-лейтенант (13.12.2014).

## Біографія
Народився 12 січня 1959 року в місті Олександрії Кіровоградської області, УРСР, СРСР.
Після закінчення середньої школи у 1976 р. вступив до Рязанського вищого повітряно-десантного командного училища (РВВДКУ), яке закінчив у 1980 році.
Після закінчення РВВДКУ в 1980 році направлений для проходження подальшої служби на посаді командира взводу розвідувальної роти 104-го гвардійського парашутно-десантного полку 76-ї гвардійської повітряно-десантної дивізії (місто Псков).
З 1984 по 1986 р. проходив службу в окупаційних військаз СРСР у ДРА у 350-му, а потім у 317-му пдп на посадах заступника командира та командира розвідроти 317-го гв. пдп ОКСВ в Афганістані.
Після повернення з Афганістану 1986 року служив у 104-му гвардійському ПДП, де послідовно пройшов посади від командира розвідувальної роти до командира парашутно-десантного батальйону.
1992 року — слухач Військової академії ім. М. В. Фрунзе. Після закінчення академії в 1995 році був переведений заступником командира полку в 242-й навчальний центр ВДВ, місто Омськ.
1997 року призначений командиром полку.
У 2000—2003 — начальник штабу 7-ї гв. вдд в місті Новоросійськ.
У липні 2003 року повернувся до Омська, очоливши 242-й навчальний центр ВДВ.
У червні 2005 року призначений командиром 76-го гв. вдд (Псков).
З 2009 по 2017 роки був начальником берегових військ ВМФ Російської Федерації.
В 2014 році Олександр Колпаченко брав участь в анексії Криму, за що занесений до бази «Миротворець»
У вересні 2017 року відправлений в запас.

## Родина
Одружений, двоє дітей. Старший син закінчив Краснодарське військове училище . Молодший син закінчив Балтійський морський інститут імені Ф. Ф. Ушакова (філія Військового навчально-наукового центру ВМФ «Військово-морська академія імені Адмірала Флоту Радянського Союзу М. Н. р. Кузнєцова» в Калінінграді, зараз служить на Балтійському флоті, офіцер корвета «Кемивний» . Є онука.

## Нагороди
- Орден «За заслуги перед Батьківщиною» IV ступеня з мечами (2008)[4]
- Орден Суворова[5]
- Орден «За військові заслуги»[6]
- Орден Червоної Зірки[6] (1984, 1986)
- Орден «За службу Батьківщині у Збройних Силах СРСР» ІІІ ступеня[6]
- Медаль Жукова
- Медаль «70 років Збройних Сил СРСР»
- Медаль «За відмінність у військовій службі» І ступеня
- Медаль «200 років Міністерству оборони»
- Медаль Генерал армії Маргелов
- Медаль За повернення Криму
- Медаль Учаснику військової операції у Сирії
- Медаль На згадку про 15-річчя виведення Радянських військ з Афганістану
- Медаль 70 років створення Повітряно-десантних військ СРСР
- Медаль 75 років Повітряно-десантним військам
- Медаль «За бездоганну службу» ІІ, ІІІ ступенів
- Знак «Воїну-інтернаціоналісту»
- Орден «Зірка»
- Медаль «Воїну-інтернаціоналісту від вдячного афганського народу» (Афганістан)
- Медаль Бойова співдружність (Сирія)